# Magnus Andersson (muzyk)
Magnus Andersson właściwie Dan Everth Magnus Andersson (ur. 8 sierpnia 1970 w Norrköping), znany również jako Devo – szwedzki muzyk, kompozytor i wokalista, multiinstrumentalista, a także producent muzyczny i inżynier dźwięku. Magnus Andersson znany jest prawdopodobnie, przede wszystkim z występów w blackmetalowej grupie Marduk. Do zespołu dołączył w 1992 roku obejmując funkcję gitarzysty. Andersson opuścił  grupę w 1994 roku po nagraniu dwóch albumów studyjnych. W 2004 roku ponownie dołączył do składu, tym razem jako basista.
W grudniu 2019 r. muzyk zakończył współpracę z Marduk.
Wcześniej, w 1986 roku utworzył deathmetalowy zespół Overflash, później wykonujący muzykę z pogranicza gothic metalu i EBM. Był także członkiem zespołów Allegiance, Atom & Evil, Dear Mutant i Sargatanas Reign, a także projektu Petera Tägtgrena – Pain.
Od 1998 prowadzi studio nagraniowe pod nazwą Endarker. Jest endorserem instrumentów firmy Warwick.

## Wybrana dyskografia
| - Marduk – Dark Endless (1992, No Fashion) - Marduk – Those of the Unlight (1993, Osmose/SPV) - Overflash – Threshold to Reality (1994, MNW Zone) - Overflash – Silent Universe (1996, MNW Zone) - Cardinal Sin – Spiteful Intents (1996, Wrong Again Records) - Organism 12 – Bakom Kulisserna (2001, Streetzone Records, edycja cyfrowa) - Sargatanas Reign – Euthanasia... Last Resort (2002, I Hate) - Roswell – Void (2003, Cacophonous Records, mastering) - Misericordia – Dechristianize (2003, Downfall Records, produkcja) - Marduk – Deathmarch (EP, 2004, Blooddawn Productions) - Marduk – Plague Angel (2004, Blooddawn Productions/Regain Records) - Spetälsk – Spetälsk (2007, Unexploded Records, mastering) - Marduk – Rom 5:12 (2007, Blooddawn Productions/Regain Records) |  | - IXXI – IXXI (2007, Total Holocaust Records, miksowanie, mastering) - Bokor – Anomia1 (2007, Scarlet Records, realizacja nagrań, miksowanie) - Withershin – Ashen Banners (2008, Canonical Hours, produkcja muzyczna) - Marduk – Wormwood (2009, Blooddawn/Regain Records) - Marduk – Iron Dawn (EP, 2011, Regain Records) - Marduk – Serpent Sermon (2012, Century Media Records) - Vetter – Vetterkult (2012, Demonhood Productions, mastering) - Ofermod Thaumiel (2012, Spinefarm Records, miksowanie, mastering, produkcja) - Ragnarok – Malediction (2012, Agonia Records, miksowanie, mastering, produkcja) - Eldkraft – Shaman (2013, Metal Blade Records, miksowanie, mastering) - Denouncement Pyre – Almighty Arcanum (2013, Hells Headbangers, mastering) - Burial Hordes – Incendium (2014, Hellthrasher Records, miksowanie, mastering) - Marduk – Frontschwein (2015, Century Media Records) - Marduk – Viktoria (2018, Century Media Records) |